# The Blackhawk
Pour les articles homonymes, voir Black Hawk.
Le Blackhawk est un club de jazz de San Francisco (Californie) qui présentait des concerts entre 1949 et 1963. Il était situé à l'angle de Turk Street et de Hyde Street (au numéro 200) dans le quartier de Tenderloin (en).

## Histoire
Les propriétaires du Blackhawk étaient Guido Caccienti et Johnny et Helen Noga, également propriétaires du DownBeat Club. Le Blackhawk avait été acheté fin 1949 pour 10 000 dollars. Helen Noga en était la directrice.
L'atmosphère intimiste du Blackhawk convenait particulièrement aux concerts de petits groupes. En 1959, les cachets que le club pouvait donner pour un concert de jazz étaient passés de 300 dollars par semaine à plus de 3 000. De nombreux musiciens ont enregistré dans ce club, parmi lesquels Miles Davis, Cal Tjader, Thelonious Monk, Shelly Manne et Mongo Santamaría.
L'emplacement du Blackhawk est maintenant occupé par un parking. L'immeuble voisin (222 Hyde), où se trouvait la régie d'enregistrement des albums de Miles Davis, est devenu le 222 Club, une discothèque techno ouverte en avril 2004.

## Célébrités
Billie Holiday et Lester Young y ont joué leurs dernières sessions en club sur la côte ouest, et le Modern Jazz Quartet y a joué ses premières. Lorsque Charlie Parker était censé jouer au Say When Club, on le retrouvait au Hawk. Parmi les autres grands musiciens qui s'y produisaient se trouvaient Dave Brubeck, John Coltrane, Dizzy Gillespie, Stan Getz, la chanteuse Mary Stallings (en), Johnny Mathis, Art Blakey, Shorty Rogers, Art Pepper, Art Farmer, Gerry Mulligan, Horace Parlan et Russ Freeman. Art Tatum y a joué la plupart de ses derniers concerts en 1955.

Les concerts du dimanche après-midi étaient réservés aux jeunes musiciens, qui pouvaient y faire leurs armes. C'est ainsi que parmi les membres d'un sextet, Helen Noga repère un jeune chanteur encore inconnu, Johnny Mathis, et qu'elle décide de devenir son agent. En septembre 1955, Mathis décroche un emploi de chanteur les week-ends au Ann Dee's 440, un club voisin. Après plusieurs tentatives, Helen Noga convainc George Avakian (alors producteur chez Columbia Records) de venir le rencontrer. Juste après le concert, Avakian envoie à sa compagnie le célèbre télégramme : 
« Have found phenomenal 19-year-old boy who could go all the way. Send blank contracts. »
— Traduction : Ai trouvé jeune phénoménal de 19 ans qui pourrait faire carrière. Envoyez contrat.
Cal Tjader y enregistre l'album live A Night at the Blackhawk en décembre 1958, lors d'une longue résidence d'hiver : un programme qui fait le lien entre un jazz rigoureux et la recherche musicale afro-cubaine, Willie Bobo et Mongo Santamaría étant encore présents dans la section rythmique. À cette époque, le Blackhawk vient de s'équiper d'un tout nouveau matériel d'enregistrement en stéréo.
Le quintet du batteur Shelly Manne enregistre At the Blackhawk, Vol. 1-4, quatre albums en public captés pendant trois soirées au Blackhawk en 1959.
Les enregistrements célèbres au Nighthawk sont aussi ceux de Thelonious Monk (Thelonious Monk Quartet at The Blackhawk, 1960), Miles Davis (In Person Friday and Saturday Nights at the Blackhawk, 1961), et Mongo Santamaría (At The Black Hawk, 1962).

## Discographie
| Année | Titre                                                          | Artiste          | Genre      | Label        | Enregistrement |  |
| ----- | -------------------------------------------------------------- | ---------------- | ---------- | ------------ | -------------- |  |
| 1959  | A Night at the Blackhawk (Live)                                | Cal Tjader       | Jazz       | Fantasy      | Décembre 1958  |  |
| 1959  | At the Blackhawk, Vol. 1                                       | Shelly Manne     | Jazz       | Contemporary | Septembre 1959 |  |
| 1959  | At the Blackhawk, Vol. 2                                       | Shelly Manne     | Jazz       | Contemporary | Septembre 1959 |  |
| 1959  | At the Blackhawk, Vol. 3                                       | Shelly Manne     | Jazz       | Contemporary | Septembre 1959 |  |
| 1959  | At the Blackhawk, Vol. 4                                       | Shelly Manne     | Jazz       | Contemporary | Septembre 1959 |  |
| 1960  | Thelonious Monk Quartet Plus Two at The Blackhawk              | Thelonious Monk  | Jazz       | Riverside    | Avril 1960     |  |
| 1960  | At the Blackhawk                                               | Thelonious Monk  | Jazz       | Riverside    | Avril 1960     |  |
| 1961  | In Person Friday Night At The Blackhawk, Complete, Volume I    | Miles Davis      | Jazz       | Columbia     | 21 avril 1961  |  |
| 1961  | In Person Saturday Night At The Blackhawk, Complete, Volume II | Miles Davis      | Jazz       | Columbia     | 22 avril 1961  |  |
| 1962  | At The Black Hawk                                              | Mongo Santamaría | Latin Jazz | Fantasy      | 1962           |  |